# Pavlovka (Baschiria)
Pavlovka (in russo Павловка?) è un villaggio della Russia europea orientale, situato nella Repubblica autonoma della Baschiria nel rajon Nurimanovskij.
Si trova sulla riva sinistra del fiume Ufa, all'estremità meridionale del bacino idrico di Pavlovka, 80 km a nord-est di Ufa e 26 km a nord di Krasnaja Gorka.